# Jerónimo Domínguez y Pérez de Vargas
Jerónimo Domínguez y Pérez de Vargas (18 de junio de 1897 - septiembre de 1966), marqués del Contadero, fue un empresario agrícola, ganadero, político y aristócrata español que desempeñó diferentes cargos públicos durante su vida. 

## Biografía
Fue alcalde de Sevilla en el periodo comprendido entre el 3 de febrero de 1952 y el 21 de marzo de 1959. Tras tomar posesión de su cargo, fue recibido en el Palacio del Pardo por Francisco Franco al cual explicó los graves problemas que aquejaban a la ciudad, entre ellos la escasez de viviendas, falta de escuelas, deficiencia en el abastecimiento de agua, riesgo de inundaciones por las crecidas del Guadalquivir y deficiente servicio de transporte, entre otros, recibiendo vagas promesas sobre la solución a dichos problemas. Un año después, Franco visitó Sevilla en el periodo comprendido entre el 14 y el 29 de abril, celebrando un Consejo de Ministros en los Reales Alcazares y aprobando diferentes proyectos, incluyendo un canal navegable entre Sevilla y Sanlúcar de Barrameda que se llamaría canal Sevilla-Bonanza. Sin embargo ninguna de estas promesas se materializaron. Además, el Ministerio de Obras Públicas prohibió el tránsito por el Puente de Isabel II a camiones, autobuses y tranvías, debido a su mal estado de conservación, por lo que Jerónimo Domínguez y Pérez de Vargas presentó la dimisión el 24 de octubre de 1958, si bien esta no fue aceptada hasta el 21 de marzo de 1959.

También fue presidente de los dos clubes de fútbol profesional de la ciudad de Sevilla. Fue presidente del Betis durante los años 20, aun siendo un sevillista acérrimo, pero accedió a presidir el club para salvarlo de la quiebra económica. Años más tarde, también presidió al Sevilla Fútbol Club, permaneciendo en el cargo entre 1942 y 1948. Durante su mandato el club ganó su primera y única Liga hasta el momento.

| Predecesor: José María Piñar y Miura | Alcalde de Sevilla 1952-1959 | Sucesor: Santiago Garrigós Bernabeu |